# 曹俊鴻
曹俊鴻，台灣音樂人，6歲開始學習小提琴，16歲至18歲開始畫漫畫，並在大明出版社出過四本漫畫書，19歲在樂團擔任鼓手，20歲便在各大夜總會擔任樂手和創作歌曲，1982年組印象合唱團進入唱片圈，創作第一首國語歌曲《只有分離》是針對黃鶯鶯跳槽寶麗金唱片首發同名專輯，量身訂作的第一主打歌，該專輯成為熱賣冠軍專輯，也打開曹俊鴻在華語樂壇知名度，後獲得飛碟唱片知名音樂製作人彭國華的賞識，進入唱片圈，1984年，首次擔任幕後唱片製作，第一張作品為蘇芮的專輯《驀然回首》，獲同年金鼎獎最佳唱片。
曹俊鴻參與過電影《天生一對》、《獨立時代》等主題曲、插曲製作、譜寫，以及電視劇《飛龍在天》、《才子佳人乾隆皇》、《又見一簾幽夢》、《陪你看天星》、《新還珠格格》等原聲帶製作、譜曲，大愛電視台電視劇製作主題曲、片頭曲、片尾曲………….等一百多部電視電影配樂,製作過的歌曲更高達500餘首至今。
最新代表作品《曹俊鴻的異想音樂》是集結13組歌手，重新詮釋《時間都去哪兒了》等12首歌曲，以及2014年華人二代天后鄧麗君與王菲跨時空合唱的《清平調》。

## 經歷
- 6歲開始學習小提琴
- 19歲在樂團擔任鼓手
- 20歲開始在各大夜總會擔任鋼琴手
- 1982年　發表第一首詞曲創作【只有分離】後正式進入國語唱片
- 1983年　與陳復明、翁孝良成立『印象合唱團』發行第一張專輯【擺開煩惱】
- 1984年　轉入幕後，同年制作第一張唱片作品 - 蘇芮「驀然回首」專輯，並獲當年金鼎獎唱片最佳專輯
- 1985年　法國 【 波爾 瑪麗亞 】PAUL MAURIAT交響樂團將【只有分離】改編交響樂在全世界發行唱片, 並來台灣表演
- 1985年　成立 【 可登唱片公司 】並推出其創業作品 - 作曲家的故事【我們】專輯獲得金嗓獎年度最佳唱片專輯，並陸續推出伍思凱、黃小琥 、鄭怡、馬玉芬、黃大煒 ……歌手
- 1987年　台灣音樂界首次將一首音樂劇 【 東城故事 】分成三个樂章貫穿在鄭怡、曲祐良、馬玉芬等三張唱片之中，並組成MV拍攝團隊遠赴埃及取景，將金字塔、人面獅身、神殿等震撼影像在MV中呈現，這是華語歌曲的創舉，亦是將華語歌曲國際化之首例
- 製作黃鶯鶯「雪在燒」（電影「雪在燒」主題曲）唱片專輯
- 1989年　第一次將大陸搖滾之父崔健的經典之作 【一無所有】專輯引進台灣開啟兩岸的音樂交流
- 1991年　與梁弘志成立 【派森唱片公司】
- 1993年　張清芳「光芒」專輯　金鼎獎年度最佳唱片獎、最佳女演唱人獎，張清芳「簾後」（八點檔電視劇「戲說慈禧」主題曲）
- 1994年　「水晶雜貨店」專輯　金鼎獎唱片類推薦獎
- 1995年　製作張清芳「左右」專輯　金曲獎年度最佳唱片專輯獎、最佳女演唱人
- 1997年　製作張清芳「純粹」專輯　金曲獎年度最佳女演唱人獎
- 1998年　與「琉璃工房」楊惠珊小姐首度琉璃藝術與音樂跨領域合作「共識」水晶音樂系列作品
- 2000年　「飛龍在天」專輯（八點檔電視劇「飛龍在天」主題曲）
- 2002年　成立 【 拾大音樂製作公司 】
- 2006年　瓊瑤「還珠格格3」「天上人間」（八點檔電視劇「還珠格格3」原聲帶 電視配樂 ）
- 2007年至2014年　製作瓊瑤八點檔電視劇「又見一簾幽夢」插曲及配樂,製作大愛電視台電視劇「歡喜有緣」「幸福時光」「牵手天涯」連續劇主題曲，配樂及民視八點檔連續劇主題曲『龍飛鳳舞』等…,近一百多部電視劇………
- 2014年~2015年　創作的“清平調”為王菲鄧麗君實現跨時空對唱
- 2017年　參與王家衛電影“擺渡人”插曲製作（金城武台語歌部分）

## 全才型音樂人
集詞、曲、編曲、製作、演唱、和聲以及經營於一身，最初從三重那卡西樂隊發跡，曾與陳復明、翁孝良組印象合唱團，一曲〈擺開煩惱〉是1980年代華語樂壇的時代歌曲之一。1993年，他開始跨界推廣與創作水晶音樂，至今出版《曹俊鴻的水晶雜貨店》《共識》等八張專輯。

## 水晶音樂創作者
曾當過北投那卡西風琴手、夢咖啡Piano Bar鋼琴手、統帥及希爾頓飯店現場演奏，唱片公司老闆、暢銷歌手的紅牌製作人……
曹俊鴻醉心於水晶音樂的創作，源起從一個紅酒玻璃杯開始，在一次聚會上，偶然的舉杯慶祝時，兩杯紅酒撞擊的剎那，曹俊鴻聽見這個聲音，叮!.....那是一個玻璃音符的聲音，是一個開始，讓曹俊鴻開始作一張沒有別的樂器，只有玻璃聲音的專輯，即誓願當「世界第一的水晶音樂創作者」。

### 水晶音樂專輯
- 1993年  玻璃音符I曹俊鴻的水晶雜貨店
- 1994年  水晶音樂II曹俊鴻的離情、水晶音樂III 曹俊鴻是愛的魔法師、水晶音樂IV 曹俊鴻是愛的魔法師
- 1996年  水晶音樂V純淨感覺、水晶音樂VI純淨感覺
- 1998年  共識 - 水晶琉璃音樂典藏集
- 1999年  六感 - 曹俊鴻水晶音樂芳香集

## 音樂作品
詞曲作品與製作：
- 王菲/鄧麗君  清平調（作曲）
- 張信哲/過火（製作 作曲）
- 張信哲/劉嘉玲  有一點動心（製作 作曲）
- 張惠妹/心誠則靈（製作 作曲）
- 劉德華/愛我愛的久一點（作曲）
- 劉嘉玲/別讓我最後才知道（專輯製作 作曲）
- 彭羚/罷不來（作曲）
- 蔡琴/讀你（製作）、傷心小站 塔裡的女人 （製作 作曲）
- 費玉清/紀念鄧麗君專輯（專輯製作）
- 劉文正/費翔  太陽一樣 （作曲作詞）
- 黃鶯鶯/來自星海的消息（專輯製作）、雪在燒  現在流行什麼（專輯製作 作曲）、只有分離 時空寄情（作曲作詞）
- 張清芳/men’s talk、 出嫁（專輯製作）、無人熟識（專輯製作 作曲 作詞）、舉棋不定、燃燒一瞬間、簾後（專輯製作 作曲）
- 蘇芮/心痛的感覺（製作）、未知 也算是奇蹟 （製作 作曲 作詞）塵緣（製作 作曲）
- 伍思凱/愛到最高點 （製作 作曲）
- 姜育恆/天天天天（作曲）
- 黎明/相逢在雨中（粵語）（作曲）
- 陶晶瑩/Blue  十天又三天（製作 作曲）
- 曾寶儀/傷感情（製作 作曲）
- 江蕙/家後（製作）
- 王芷蕾/明天你是否依然愛我/台北的天空 （專輯製作）
- 張菲/Romance英文老歌（專輯製作）
- 鄭怡/ 想飛、心情、離家出走 （專輯製作）
- 邰正宵/1920（作曲）

…………等近500首

## 合作過的歌手
王菲、鄧麗君、張惠妹、金城武、彭羚、費玉清、蔡琴、江蕙、詹雅雯、張信哲、劉德華、迪克牛仔、張清芳、胡瓜、黎明、劉嘉玲、歐陽菲菲、陳淑樺、張菲、齊豫、潘越雲、林慧萍、蘇芮、劉文正、荒山亮、費翔、黃乙玲、黃鶯鶯、陶晶瑩、伍思凱、 馬玉芬、堂娜、優客李林、江淑娜、金智娟、藍心湄、姜育恆、曾寶儀、Sunday Girls、紅唇族、王芷蕾、曾心梅、殷正洋、鄭怡、鳳飛飛、孫淑媚、黃妃、邰肇玫、王夢麟、李建復、曾慶瑜、葉璦菱、許富凱、浩角翔起、曹雅雯………等。